# Diatribes
| Recensione | Giudizio |
| ---------- | -------- |
| AllMusic   |          |

Diatribes è il sesto album in studio del gruppo britannico dei Napalm Death, pubblicato per la prima volta il 26 gennaio 1996 dalla Earache Records.
Rispetto all'album precedente, Fear, Emptiness, Despair, si nota un deciso abbandono delle sonorità industrial, tornando a calcare quel genere ibrido tra death metal e grindcore già proposto su dischi come Harmony Corruption e Utopia Banished.

## Tracce
1. Greed Killing – 3:06
2. Glimpse into Genocide – 3:02
3. Ripe for the Breaking – 4:01
4. Cursed to Crawl – 3:26
5. Cold Forgiveness – 4:32
6. My Own Worst Enemy – 3:36
7. Just Rewards – 3:29
8. Dogma – 3:30
9. Take the Strain – 4:11
10. Diatribes – 3:52
11. Placate, Sedate, Eradicate – 3:24
12. Corrosive Elements – 4:02

## Formazione
- Mark "Barney" Greenway - voce
- Shane Embury - basso, voce
- Mitch Harris - chitarra
- Jesse Pintado - chitarra
- Danny Herrera - batteria